# Пилюгино (Ханты-Мансийский автономный округ)
Пилюгино (или Пилюгина) — упразднённый посёлок в Нефтеюганском районе Ханты-Мансийского автономного округа — Югры. Входил в состав сельского поселения Усть-Юган. Исключен из учётных данных в 1997 году.

## География
Находился на левом берегу реки Обь на против острова Пилюгинский Песок, в 5 км, по прямой, к северо-востоку от посёлка Сингапай.

## Климат
Климат резко континентальный, зима суровая, с сильными ветрами и метелями, продолжающаяся семь месяцев. Лето относительно тёплое, но быстротечное.

## История
По данным на 1868 год деревня казённая Пилюгина (Солкина, Романова тож) состояла из 7 дворов, входила в состав Сургутского уезда Тобольской губернии.
В 1928 году деревня состояла из 47 дворов. В административном отношении входила в состав Тундринского сельсовета Сургутского района Тобольского округа Уральской области.

## Население
| 1989 |
| ---- |
| 1    |